# Angry Grandpa
Angry Grandpa (anglès: Charles Marvin Green Jr.)  (comtat de Chatham, 16 d'octubre de 1950 - Summerville, 10 de desembre de 2017) va ser un youtuber nord-americà. Els seus vídeos han estat presentats a Dr. Drew de HLN, Most Shocking de TruTV, Rude Tube i Pranked de MTV.
TheAngryGrandpaShow va ser creat inicialment l'any 2007 pel fill de Green, Michael, i es va fer conegut en gran part pels seus vídeos de broma, en què sovint es veu a Green reaccionant a les provocacions del seu fill cridant blasfemes i destruint mobles, aparells de cuina i tecnologia. Els seus comentaris i les reaccions exagerades a esdeveniments recents i temes controvertits també han cridat una atenció important.